# Ungarische EU-Ratspräsidentschaft 2011
Die ungarische EU-Ratspräsidentschaft in der ersten Jahreshälfte 2011 bezeichnet den Ratsvorsitz Ungarns im Ministerrat der Europäischen Union. Ungarn gehört zur dritten Trio-Präsidentschaft, die auch die spanische sowie die belgische Ratspräsidentschaft im Jahr 2010 umfasste.
Turnusgemäß haben die Mitglieder des Kabinetts Orbán II am 1. Januar 2011 den Vorsitz in den verschiedenen Ratsformationen übernommen. Der Rat für Allgemeine Angelegenheiten wird vom ungarischen Außenminister János Martonyi (Fidesz) geleitet. Am 1. Juli 2011 ging der Vorsitz an die polnische Ratspräsidentschaft über.
Die Präsidentschaft im Europäischen Rat rotiert seit Inkrafttreten des Vertrags von Lissabon nicht mehr, sondern wird für zweieinhalb Jahre gewählt. Seit 1. Dezember 2009 ist Herman Van Rompuy im Amt. Gipfeltreffen des Europäischen Rates waren regulär am 4. Februar, am 26. Mai und am 24. Juni 2011 geplant. Hinzu kamen zwei außerordentliche Gipfeltreffen am 11. März zum Aufstand in Libyen sowie am 24./25. März zur Reform der Europäischen Wirtschafts- und Währungsunion. Am 11. März fand auch ein Sondertreffen der Regierungschefs der Euro-Gruppe statt.

## Themen

### Erweiterung
Beträchtliche Fortschritte machte die ungarische Ratspräsidentschaft bei der EU-Erweiterung. So wurden die Beitrittsverhandlungen Kroatiens mit der Europäischen Union, die nach ursprünglicher Planung schon 2010 beendet sein sollten, abgeschlossen. Auf dem Juni-Gipfel stimmte der Europäische Rat einem Beitritt zum 1. Juli 2013 zu; die Unterzeichnung des Beitrittsvertrags selbst wird jedoch erst unter der polnischen Ratspräsidentschaft stattfinden. Zudem wurde die Screening-Phase in den Beitrittsverhandlungen mit Island abgeschlossen und Ende Juni sogar die ersten Verhandlungskapitel eröffnet, wobei zwei noch am selben Tag als abgeschlossen erklärt wurden.
Auch die Erweiterung des Schengenraums um Rumänien und Bulgarien war ein Diskussionsthema. Diese wurde von den beiden Ländern für März 2011 beantragt, was Ende 2010 von der deutschen und französischen Regierung jedoch abgelehnt wurde. Ungarn kündigte daraufhin Anfang Januar eine Verschiebung der Erweiterung an. Obwohl sich sowohl Ungarn als auch die Europäische Kommission und das Europäische Parlament im Verlauf der Ratspräsidentschaft für den Beitritt Rumäniens und Bulgariens aussprachen, beschloss der Rat für Justiz und Inneres im Juni eine weitere Verschiebung, ohne ein neues Zieldatum zu nennen.

### Reform der Europäischen Währungsunion
Ein weiteres Thema ist die Reform der Europäischen Wirtschafts- und Währungsunion in der Folge der Eurokrise. Die Ende 2010 vereinbarte Reform des AEU-Vertrags, durch die ein dauerhafter Europäischer Stabilisierungsmechanismus ermöglicht wird, wurde auf dem Märzgipfel des Europäischen Rates formal beschlossen. Dieser soll ab 2013 den bis dahin geltenden vorläufigen Mechanismus ablösen. Am 4. März fanden zur Vorbereitung dieses Beschlusses zwei Treffen in Helsinki und Athen statt, bei denen sich jeweils die Staats- und Regierungschefs trafen, die der Europäischen Volkspartei (EVP) bzw. der Sozialdemokratischen Partei Europas (SPE) angehören. Solche vorbereitenden Treffen auf Parteiebene sind zwar üblich, finden gewöhnlicherweise jedoch lediglich im informellen Rahmen kurz vor den Gipfeln des Europäischen Rates statt. Am 24. März 2011 einigte sich dann der Europäische Rat über die genaue Ausgestaltung des Stabilisierungsmechanismus. Anschließend sollen die nationalen Ratifikationsverfahren eingeleitet werden.
Deutschland und Frankreich stellten zudem Anfang Februar 2011 Vorschläge zu einer verbesserten Zusammenarbeit der Mitgliedstaaten der Eurozone im Fiskalbereich vor, die unter anderem eine Angleichung von Unternehmenssteuersätzen und der Lohnpolitik sowie ein einheitliches Renteneintrittsalter vorsehen. Andere Mitgliedstaaten reagierten allerdings ablehnend auf einzelne dieser Vorschläge. Auf dem Februargipfel wurde Van Rompuy auf Grundlage der deutsch-französischen Initiative mit der Ausarbeitung eines „Pakts für Wettbewerbsfähigkeit“ beauftragt. Auf dem Gipfel der Staats- und Regierungschefs der Euro-Gruppe am 11. März wurde dieser (unter der neuen Bezeichnung „Pakt für den Euro“) beschlossen. Er enthielt allerdings, anders als zunächst vorgeschlagen, keine rechtsverbindlichen Regelungen, sondern lediglich Absichtserklärungen der Mitgliedstaaten. Auf dem März-Gipfel des Europäischen Rates erklärten außerdem noch sechs weitere Staaten, die den Euro nicht eingeführt haben, ihren Beitritt zu dem Pakt. Ungarn allerdings blieb ebenso wie Großbritannien, Schweden und Tschechien dem Pakt fern.
Während der ungarischen Ratspräsidentschaft wurde zudem erstmals das sogenannte europäische Semester angewandt, in dem die Regierungen EU-Mitgliedstaaten ihre Haushalte wechselseitig begutachten, bevor diese durch die jeweiligen nationalen Parlamente verabschiedet werden.
Zudem wurde ein weiteres Gesetzespaket zur Stärkung der wirtschaftspolitischen Koordinierung zwischen dem Rat der EU und dem Europäischen Parlament ausgehandelt. Dieses sogenannte „Sixpack“ sieht insbesondere eine Verschärfung des Stabilitäts- und Wachstumspakts sowie Maßnahmen bei wirtschaftlichen Ungleichgewichten, also hohen Überschüssen oder Defiziten in der Leistungsbilanz von Mitgliedstaaten, vor. Allerdings kam es dabei in der Schlussphase zu verschiedenen Konflikten zwischen Rat und Parlament. Zum einen forderte das Parlament, dass auch Länder mit Exportüberschüssen sich am Abbau wirtschaftlicher Ungleichgewichte beteiligen, was vom Rat auf Betreiben der deutschen Regierung abgelehnt wurde; zum anderen lehnte der Rat eine bestimmte vom Parlament geforderte Änderung des Stabilitäts- und Wachstumspakts, nach der Sanktionen bei überhöhten Defiziten automatisch greifen sollen, auf französisches Betreiben ab. Das Parlament verschob daraufhin die endgültige Abstimmung über das Gesetzespaket auf Juli 2011.
Neben den langfristigen Reformschritten kam es zudem zu verschiedenen Kriseninterventionen in überschuldeten Mitgliedstaaten der Eurozone. Mitte Mai erhielt Portugal einen Notkredit der Europäischen Finanzstabilisierungsfazilität, Anfang Juni wurde eine neue Tranche der bereits 2010 bewilligten Kredite für Griechenland ausgezahlt. Auf dem Juni-Gipfel beschloss der Europäische Rat schließlich weitere Hilfen für Griechenland, allerdings unter der Bedingung, dass es zu weiteren Sparmaßnahmen des Landes kommen würde. Dabei erklärte der Europäische Rat, auch eine freiwillige Beteiligung privater Gläubiger Griechenlands anzustreben.

### Energiepolitik
Im Mittelpunkt der ungarischen Ratspräsidentschaft steht außerdem die Energiepolitik der Europäischen Union. So wurde auf dem Februargipfel des Europäischen Rates die Vollendung des Energiebinnenmarkts bis 2014 durch einen Zusammenschluss und Ausbau der Energienetze beschlossen. Zur Finanzierung dieses Netzausbaus schlug Energiekommissar Günther Oettinger die Einführung von EU-Projektbonds vor. Nun sollen die Energieminister im Rat für Verkehr, Telekommunikation und Energie einen Aktionsplan zur Energieeffizienz ausarbeiten und im Rahmen der Strategie Europa 2020 die Prioritäten zum Ausbau der transeuropäischen Netze im Energiebereich festlegen.
Thema des Mai-Gipfels des Europäischen Rates sollte die Östliche Partnerschaft sein, wobei auch hier die Energieversorgung der EU durch ihre östlichen Nachbarn im Mittelpunkt stehen sollte. Allerdings wurde dieser Gipfel zur Östlichen Partnerschaft auf die polnische Ratspräsidentschaft in der zweiten Jahreshälfte verschoben.
Infolge des Erdbebens in Japan am 11. März und der darauffolgenden Nuklearkatastrophe von Fukushima verschärfte sich in den EU-Mitgliedstaaten auch die Debatte über die Kernenergie. Günther Oettinger forderte, über einen EU-weiten Atomausstieg zu diskutieren, und initiierte ein Treffen des Energieministerrats, bei dem EU-weite Stresstests für Kernkraftwerke vereinbart wurden, die am 1. Juni begannen und etwa bis Ende 2011 dauern sollen. Allerdings wurden bestimmte Gefahren, insbesondere aus Terroranschlägen, auf Drängen einiger Mitgliedstaaten von den Stresstests ausgenommen. Die EU hat im Rahmen des Euratom-Vertrages nur begrenzte Zuständigkeiten im Bereich des Strahlenschutzes und besitzt nach Art. 194 AEU-Vertrag keine Kompetenz über die Wahl zwischen verschiedenen Energiequellen der Mitgliedstaaten; Maßnahmen, die diese Wahl erheblich beeinflussen, können nach Art. 192 AEU-Vertrag nur einstimmig im Rat der EU beschlossen werden. Verschiedene Europaabgeordnete forderten deshalb eine Vertragsreform.

### Mehrjähriger Finanzrahmen 2014–2020
Im Juni 2011 wird zudem die Europäische Kommission ihren Vorschlag zum mehrjährigen Finanzrahmen für den Zeitraum 2014–2020 machen. Die ungarische Regierung kündigte an, hier den institutionellen Ablauf zu respektieren und nur die Debatte vorzubereiten, die im zweiten Halbjahr 2011 darüber geführt werden soll. Dennoch zeichneten sich schon vor Beginn der ungarischen Ratspräsidentschaft die wesentlichen Konfliktlinien ab, da Großbritannien und einige weitere Staaten vorschlugen, den EU-Etat ab 2013 einzufrieren und EU-Strukturfonds zu kürzen, was vor allem von Polen und anderen mittel- und osteuropäischen Ländern, die die Hauptnettoempfänger der Strukturfonds sind, kritisiert wurde. Zudem ist die Einführung neuer Eigenmittel der Europäischen Union, etwa in Form einer EU-Steuer, wie sie der Kommissar für Finanzplanung und Haushalt, Janusz Lewandowski, im August 2010 zur Debatte brachte, umstritten; sie wird insbesondere von Deutschland abgelehnt. Dennoch kündigte Kommissionspräsident José Manuel Barroso einen konkreten Vorschlag über eine neue Eigenmittelverordnung für Juni 2011 an. Ungarn erklärte sich hier prinzipiell offen, kündigte aber an, vor Juni keine formale Stellungnahme abgeben zu wollen. Im Mai gab Barroso schließlich bekannt, dass der Kommissionsvorschlag erst unmittelbar vor Beginn der polnischen EU-Ratspräsidentschaft ab Juli 2011 veröffentlicht würde.

### Reaktion auf die Revolutionen in Nordafrika
Aktuelle Bedeutung gewannen die Unruhen in der arabischen Welt Anfang des Jahres 2011. Nachdem die Mitgliedstaaten der Europäischen Union zunächst Schwierigkeiten hatten, sich hierzu auf eine gemeinsame Position zu einigen, wurde das Thema auf dem Februargipfel behandelt. Als Reaktion auf den Aufstand in Libyen verhängte die EU Sanktionen gegen das Regime von Muammar al-Gaddafi. Außerdem wurde auf französische Initiative ein Sondergipfel des Europäischen Rates am 11. März einberufen, um eine gemeinsame Position zu der politischen Reaktion auf die Krise sowie den Umgang mit den Flüchtlingsströmen aus Nordafrika zu entwickeln. Auf dem Gipfel forderten die Staats- und Regierungschefs einen sofortigen Rücktritt Gaddafis, konnten sich jedoch nicht über die Frage eines militärischen Eingreifens einigen. Dieses war vor allem von Frankreich gefordert, von Deutschland hingegen abgelehnt worden.

### Debatte über das Schengener Abkommen
Infolge der Unruhen in der arabischen Welt kam es auch zu einer Debatte über eine Reform des Schengener Abkommens, nachdem Italien sich von dem Flüchtlingsstrom aus Tunesien und anderen Ländern überfordert sah. Da jedoch die anderen EU-Staaten nicht bereit waren, einen Teil der Flüchtlinge aufzunehmen, begann die italienische Regierung Touristenvisa an Flüchtlinge auszugeben, die sich damit im ganzen Schengengebiet frei hätten bewegen können. Daraufhin erklärte Frankreich eine zeitweilige Suspendierung des Schengener Abkommens und die Wiedereinführung von Kontrollen an der Grenze zu Italien. Der italienische Premierminister Silvio Berlusconi und der französische Staatspräsidenten Nicolas Sarkozy legten den Konflikt schließlich Ende April mit einer gemeinsamen Forderung nach einer Reform des Abkommens bei, um die Wiedereinführung von Grenzkontrollen zu erleichtern. Verschiedene andere Regierungsvertreter, darunter der deutsche Innenminister Hans-Peter Friedrich, schlossen sich dieser Forderung an.
Die Debatte wurde noch dadurch verschärft, dass kurz darauf die dänische Regierung auf Drängen der rechtspopulistischen Dansk Folkeparti die Wiedereinführung permanenter Grenzkontrollen beschloss. Die Maßnahme stieß allerdings insbesondere im Nachbarstaat Schweden sowie im Europäischen Parlament auf scharfe Kritik; die Europäische Kommission kündigte eine Überprüfung an. Der Europäische Rat forderte im Juni schließlich die Kommission auf, bis September einen entsprechenden Vorschlag zur Überarbeitung des Schengener Abkommens auszuarbeiten. Im Gespräch ist unter anderem über die Einführung eines neuen Gremiums auf europäischer Ebene, das gegebenenfalls die vorübergehende Wiedereinführung von Grenzkontrollen genehmigen solle. Diese sollten damit einerseits auf eine klare rechtliche Grundlage gestellt und damit erleichtert, andererseits aber zugleich auch der rein nationalen Entscheidung einzelner Staaten entzogen werden. Unklar ist allerdings, ob dieses mögliche neue Gremium nur aus den nationalen Innenministerien der EU zusammengesetzt oder ob auch die supranationalen Institutionen, also Kommission und Europäisches Parlament, daran beteiligt sein sollen. Während die Innenministerien meist eine eher restriktive Immigrationspolitik vertreten, drängt das Europäische Parlament meist auf eine Durchsetzung der Reisefreiheit.

### Weitere Themen
Ein weiteres Thema der ungarischen Ratspräsidentschaft war zudem die Roma-Politik der Europäischen Union. Hierzu präsentierte die Kommission am 5. April eine neue Rahmenstrategie, die allerdings die Hauptverantwortung bei den Nationalstaaten beließ. Unter anderem der ungarische Minderheitenbeauftragte Ernő Kállai sah die Strategie als unzulänglich an und kritisierte auch seine eigene Regierung für deren Minderheitenpolitik. Im Juni wurde die Strategie schließlich vom Rat verabschiedet.
Ende Januar wurde eine neue Richtlinie zur Gesundheitspolitik der Europäischen Union verabschiedet, um grenzüberschreitende Behandlungen zu erleichtern.
Zudem war die Auswahl des Nachfolgers von Jean-Claude Trichet als Präsident der Europäischen Zentralbank ein wichtiges Thema. Nachdem mit Axel A. Weber ein aussichtsreicher Kandidat im Februar seinen Verzicht erklärt hatte, ernannte der Europäische Rat auf dem Juni-Gipfel Mario Draghi, der das Amt ab November 2011 übernehmen soll.

## Kontroversen
Die ungarische Ratspräsidentschaft war von mehreren Kontroversen begleitet. Zum einen verabschiedete das ungarische Parlament kurz vor Jahresende ein neues Mediengesetz, das der neu eingerichteten Medienbehörde Nemzeti Média- és Hírközlési Hatóság umfassende Kompetenzen zur Kontrolle der in Ungarn verfügbaren Medien erteilte. Dies wurde von anderen europäischen Regierungen, etwa Deutschlands und Frankreichs, aber auch im Europäischen Parlament kritisiert. Die Europäische Kommission kündigte an, die Übereinstimmung des ungarischen Mediengesetzes mit der EU-Richtlinie über audiovisuelle Mediendienste zu prüfen. Der ungarische Ministerpräsident Orbán erklärte daraufhin, zu einer Reform des Gesetzes bereit zu sein, falls die Kommission es beanstanden sollte. Am 21. Januar forderte die Kommission die ungarische Regierung zu verschiedenen Änderungen auf. Anfang Februar legte diese daraufhin eine neue Fassung des Mediengesetzes vor, die von der Kommission als europarechtskonform akzeptiert wurde.
Ein weiterer Konflikt entstand durch eine kurz vor der Ratspräsidentschaft von Ungarn beschlossene „Krisensteuer“, von der vor allem ausländische, insbesondere deutsche Großunternehmen betroffen sein sollten. Darin sahen die betroffenen Unternehmen einen Verstoß gegen das Diskriminierungsverbot im Europäischen Binnenmarkt. Auch hier leitete die Kommission Untersuchungen, jedoch kein Vertragsverletzungsverfahren ein.
Auch das im April erlassene neue Grundgesetz Ungarns stieß in mehreren EU-Staaten auf Kritik. Unter anderem stellte das deutsche Außenministerium in Frage, ob sie mit den EU-Grundrechten vereinbar sei.
Die Kontroversen zeigten sich schließlich auch in der abschließenden Debatte zur ungarischen Ratspräsidentschaft im Europäischen Parlament Anfang Juli 2011. Dort hob die Fraktion der Europäischen Volkspartei (zu der auch die ungarische Regierungspartei Fidesz gehört) als einzige die Erfolge der Ratspräsidentschaft hervor, während insbesondere die Sozialdemokraten, Linken, Grünen und Liberalen teils scharfe Kritik an der ungarischen Politik übten.

## Besonderheit
Anlässlich der ungarischen EU-Ratspräsidentschaft 2011 wurde eine Zeitkapsel mit Botschaften in Form von Zeichnungen ungarischer Kinder verschlossen. Von 1700 eingetroffenen Zeichnungen wurden fünfzig ausgewählt und in die Zeitkapsel eingelegt. In den Botschaften haben die Kinder ihre Wünsche und Bitten an die Politiker der Europäischen Union dargelegt. Die Zeitkapsel wurde am Ende der ungarischen Ratspräsidentschaft von Enikő Győri an Robert Milders, den Botschafter der Niederlande, übergeben. Anlässlich der niederländischen EU-Ratspräsidentschaft 2016 wurde diese Zeitkapsel geöffnet.